# ブーティ
ブーティ（伊: Buti）は、イタリア共和国トスカーナ州ピサ県にある、人口約5,500人の基礎自治体（コムーネ）。

## 地理

### 位置・広がり

#### 隣接コムーネ
隣接するコムーネは以下の通り。括弧内のLUはルッカ県所属を示す。
- ビエンティナ
- カルチ
- カパンノリ (LU)
- ヴィコピザーノ

### 気候分類・地震分類
ブーティにおけるイタリアの気候分類 (it) および度日は、zona D, 1674 GGである。
また、イタリアの地震リスク階級 (it) では、zona 3 (sismicità bassa) に分類される。